# Derechos humanos en Vanuatu
La República de Vanuatu es una democracia parlamentaria con una población aproximada de 260.000 habitantes.  La Constitución de Vanuatu es la ley suprema y establece el marco jurídico que regula el respeto de los derechos humanos.
En general, el gobierno respeta los derechos humanos de sus ciudadanos, pero han surgido una serie de cuestiones relacionadas con los derechos de la mujer, las condiciones en las cárceles, la corrupción del gobierno y el acceso a la educación. En 2009, el Consejo de Derechos Humanos de las Naciones Unidas (CDHNU) llevó a cabo el Examen Periódico Universal (EPU) de Vanuatu. En el examen se identificaron varias de las preocupaciones mencionadas y se formularon recomendaciones a Vanuatu sobre la manera de abordar sus cuestiones de derechos humanos.

## Tratados internacionales
En 1980, Vanuatu se convirtió en miembro de las Naciones Unidas, el mismo año en que obtuvo la independencia. Vanuatu ha ratificado cinco de los nueve tratados básicos de derechos humanos, entre ellos la Convención sobre la Eliminación de Todas las Formas de Discriminación contra la Mujer, la Convención Internacional sobre los Derechos de las Personas con Discapacidad, la Convención sobre los Derechos del Niño, el Pacto Internacional de Derechos Civiles y Políticos y la Convención contra la tortura y otros tratos o penas crueles, inhumanas o degradantes. Vanuatu también ha ratificado varios convenios de la Organización Internacional del Trabajo (OIT) que tienen por objeto proteger y defender los derechos de sus trabajadores, y ha ratificado el Protocolo Facultativo de la Convención sobre los Derechos del Niño relativo a la participación de niños en los conflictos armados, el Protocolo Facultativo de la Convención sobre los Derechos del Niño relativo a la venta de niños, la prostitución infantil y la utilización de niños en la pornografía, y el
Protocolo Facultativo de la Convención sobre la eliminación de todas las formas de discriminación contra la mujer.

## Derechos de la mujer
Hay una serie de cuestiones de derechos humanos relacionadas con las mujeres. La violencia doméstica es motivo de preocupación, aunque se carece de información estadística actualizada. La coalición de ONG informó de que las agresiones fueron la principal forma de violencia física entre 1988 y 2002 y, según la Fiscalía, en 2002, los hombres fueron responsables del 62% de las agresiones ilícitas contra las mujeres. El Centro de Mujeres de Vanuatu, desde su creación en 1992 en Puerto Vila, ha atendido 2.954 casos de violencia en el hogar. La violencia en el hogar no es bien denunciada a la policía, en particular en las zonas rurales, debido a las normas culturales, a los estereotipos, a los prejuicios y a la falta de acceso a los centros de los centros de las ciudades y a los centros de salud.
Las mujeres tienen los mismos derechos ante la ley, pero la cultura tradicional de Vanuatu a veces puede entrar en conflicto con esto. El concepto del precio de la novia en el que un novio o su familia da dinero a la familia de la novia a cambio de su mano en matrimonio es un ejemplo de este conflicto. A pesar de la revocación del precio mínimo de 800 000 vatu de la novia, la práctica sigue estando muy extendida y da un valor comercial a las mujeres y ha sido vista como una justificación para la violencia contra las mujeres.
Las mujeres también sufren discriminación en relación con la propiedad de la tierra. Aunque esta propiedad no está prohibida por la ley, la tradición ha sido una medida preventiva. En 2009, se informó de que las mujeres poseían el 28% del total de los contratos de arrendamiento en Vanuatu.
En 2009, Vanuatu aceptó las recomendaciones formuladas en su Examen Periódico Universal en relación con las cuestiones de derechos humanos relativas a la mujer. Las recomendaciones abogaban porque Vanuatu siguiera incorporando en su legislación nacional los principios de la Convención sobre la eliminación de todas las formas de discriminación contra la mujer, así como las demás convenciones de derechos humanos en las que es parte, y que adoptara nuevas medidas para luchar contra la discriminación y garantizar la igualdad de la mujer.

### Violencia doméstica
El país ha progresado en la protección de los derechos de la mujer al aprobar la Ley de protección de la familia de 2008. El propósito de la ley es «tipificar como delito la violencia doméstica y las órdenes de protección de la familia en casos de violencia doméstica». En virtud de la ley, los infractores pueden ser condenados a cinco años de prisión y/o a una multa de hasta 100.000 vatu. El gobierno estableció una "Unidad de Protección de la Familia" para tratar cuestiones relacionadas con el Acuerdo de Paz de Darfur. Una orden de protección permite a la policía dictar una orden en los casos en que se haya producido una amenaza de violencia, pero la prueba de lesiones no es un requisito.
La policía también está recibiendo capacitación especializada para tratar los casos de violencia doméstica y sexual y ha puesto en práctica una política de no abandono en la que no se abandonan los casos de violencia doméstica; si la víctima desea que se retire la denuncia, debe acudir a los tribunales y presentar una solicitud formal. Los grupos de mujeres, como el Centro de la Mujer de Vanuatu y las ONG, también participan activamente en la promoción y protección de los derechos de la mujer en Vanuatu.

## Condiciones de encarcelamiento
Ha habido problemas continuos relacionados con las condiciones de la prisión y el centro de detención en Vanuatu en las dos cárceles que están actualmente en funcionamiento en Port Vila y Luganville . Ha habido aumentos en el número de prisioneros que resultaron en hacinamiento y la seguridad deficiente llevó a una serie de fugas. En 2006, el gobierno puso en libertad a 52 reclusos alegando la falta de saneamiento y el hacinamiento como motivo de su puesta en libertad.
En diciembre de 2008, los detenidos publicaron un informe detallado sobre el abuso de los derechos humanos por parte de los funcionarios de los servicios penitenciarios y de la policía,  que abarca una amplia gama de cuestiones como «la detención y la custodia ilegales, el derecho a la vida, la seguridad de la persona, el derecho a no ser sometido a tratos inhumanos, la denegación de la libertad de expresión, las malas condiciones de vida, la higiene deficiente, la denegación de atención médica, el uso ilegal de la coerción, la denegación de visitas de parientes y abogados, y los reclusos adultos y menores de edad que compartan las mismas instalaciones». Tras el informe, el Ministerio de Justicia y Bienestar Social nombró una comisión de investigación para investigar las acusaciones contenidas en dicho informe.
En 2009, Vanuatu aceptó la recomendación formulada en el EPU de que adoptara las medidas apropiadas y siguiera trabajando para mejorar las condiciones en las cárceles y los centros de detención. Vanuatu también aceptó la recomendación de apoyar una mayor capacitación en materia de derechos humanos para la policía y los establecimientos penitenciarios y de promover la supervisión periódica e independiente de los centros de detención y velar porque los detenidos dispongan de medios inmediatos y eficaces de reparación y protección cuando se violen sus derechos, y aceptó también la recomendación de velar porque se investiguen de manera oportuna y exhaustiva las denuncias que figuran en el informe sobre los detenidos y se inicie la reforma de los establecimientos penitenciarios cuando sea necesario.

## Corrupción en el gobierno
En Vanuatu se han planteado algunos problemas relacionados con la corrupción en el gobierno. La Oficina del Defensor del Pueblo y el Auditor General son los principales organismos gubernamentales responsables de la lucha contra esta corrupción. Las principales causas de la corrupción gubernamental en Vanuatu se clasifican de dos maneras. La primera, causas económicas, es cuando un funcionario del gobierno puede utilizar los bienes del gobierno que le han sido asignados para su beneficio personal;  la segunda, causas políticas, es cuando una vez nombrado en un ministerio, un líder puede utilizar su poder para designar a personas de su partido para un cargo en particular.
El Gobierno de Vanuatu ha introducido mecanismos para hacer frente a estos problemas de corrupción. La Ley del Código de Liderazgo de 1998, (el código) prohíbe a un líder utilizar dinero público para su beneficio personal, aceptar cualquier préstamo que pueda tener una ventaja u otro beneficio o sobornar a una persona. El código también prohíbe que una persona ocupe un cargo o cargo público por el cual recibe un salario si ese cargo o cargos entran en conflicto o interfieren de alguna manera con la capacidad de un líder para cumplir con sus deberes.  El código también establece el papel del Defensor del Pueblo en la investigación y el procesamiento de los líderes que han sido declarados culpables de haber infringido el código.
Desde su creación, el Defensor del Pueblo ha publicado una serie de informes que han sido críticos con las instituciones y los funcionarios gubernamentales. Ha habido preocupación por el hecho de que algunos informes del Defensor del Pueblo no hayan terminado en los tribunales, debido principalmente a la ley y las normas del Tribunal relativas a las pruebas, que obligan al fiscal general a solicitar una investigación más a fondo en relación con el informe del Defensor del Pueblo si no están convencidos de que han recibido pruebas suficientes. Esto ha puesto límites a su capacidad de enjuiciamiento, ya que para el año 2009 únicamente ha ocurrido un caso en el que el Ministerio Público ha enjuiciado con éxito a un líder tras un informe del Defensor del Pueblo.  En relación con las limitaciones para hacer que el gobierno rinda cuentas de la corrupción, no existe ninguna ley que prevea el acceso público a la información del gobierno, y la solicitud de información de los medios de comunicación han recibido una respuesta incoherente por parte del gobierno.
En 2009, Vanuatu aceptó las recomendaciones de su Examen Periódico Universal, en las que se abogaba porque Vanuatu siguiera fortaleciendo el papel de la Oficina del Defensor del Pueblo, incluida su capacidad para hacer un seguimiento de los resultados de sus investigaciones y, en particular, para que redoblara sus esfuerzos a fin de dotarla de fondos suficientes y asignara más fondos al Defensor del Pueblo para permitir un enjuiciamiento más agresivo de los casos de corrupción.

## Educación
Hay algunos problemas importantes en relación con la educación en Vanuatu. Si bien el Gobierno ha hecho hincapié en la importancia de los derechos y el bienestar de los niños y en 2010 puso en práctica la política de educación gratuita y universal para los niños, la asistencia a la escuela no es obligatoria. Hay una discrepancia entre las niñas y los niños, aunque las tasas de asistencia son similares en la escuela primaria: son menos niñas las que ascienden a los grados superiores y una parte significativa de la población es analfabeta, hasta un 50%.
También existen preocupaciones en relación con las necesidades educativas de los niños con discapacidades y su capacidad para acceder a las instalaciones.  En el Examen Periódico Universal de Vanuatu de 2009, las delegaciones recomendaron que Vanuatu promoviera programas de sensibilización sobre la importancia de la educación de los niños, lo cual fue aceptado por Vanuatu, sin embargo, no se aceptó la recomendación de considerar la posibilidad de aplicar sanciones adecuadas a los padres que no envíen a sus hijos a la escuela.